# Natação no Campeonato Mundial de Esportes Aquáticos de 2009 - 100 m borboleta feminino
A prova dos 100 metros borboleta feminino da natação no Campeonato Mundial de Esportes Aquáticos de 2009 ocorreu nos dias 26 e 27 de julho no Stadio del Nuoto em Roma.

## Recordes
Antes desta competição, os recordes mundiais e do campeonato nesta prova eram os seguintes:
| Tipo                  | Atleta           | Tempo | Local     | Data                   | Ref |
| --------------------- | ---------------- | ----- | --------- | ---------------------- | --- |
|                       | Inge de Bruijn   | 56,61 | Sydney    | 17 de setembro de 2000 | ver |
| Recorde do campeonato | Lisbeth Trickett | 57,15 | Melbourne | 26 de março de 2007    | ver |

## Medalhistas
| Ouro                 | Prata                   | Bronze             |
| Sarah Sjöström (SWE) | Jessicah Schipper (AUS) | Jiao Liuyang (CHN) |

## Resultados

### Eliminatórias
Estes são os resultados das eliminatórias:
| Pos. | Atleta                               | Tempo | Bateria | Raia | Notas                 |
| ---- | ------------------------------------ | ----- | ------- | ---- | --------------------- |
| 1    | SWE Sarah Sjöström                   | 56,76 | 9       | 6    | Recorde do campeonato |
| 2    | USA Dana Vollmer                     | 57,15 | 10      | 5    |                       |
| 3    | AUS Jessicah Schipper                | 57,17 | 10      | 4    |                       |
| 4    | CHN Zhou Yafei                       | 57,34 | 10      | 8    |                       |
| 5    | USA Christine Magnuson               | 57,48 | 9       | 4    |                       |
| 6    | DEN Jeanette Ottesen                 | 57,58 | 10      | 7    |                       |
| 7    | NOR Ingvild Snildal                  | 57,67 | 10      | 9    |                       |
| 8    | FRA Aurore Mongel                    | 57,75 | 11      | 6    |                       |
| 9    | AUS Felicity Galvez                  | 57,76 | 9       | 3    |                       |
| 10   | CHN Jiao Liuyang                     | 57,90 | 11      | 5    |                       |
| 11   | GER Annika Mehlhorn                  | 58,04 | 9       | 7    |                       |
| 12   | NED Marleen Veldhuis                 | 58,06 | 11      | 4    |                       |
| 13   | GBR Ellen Gandy                      | 58,07 | 9       | 5    |                       |
| 14   | BRA Daynara De Paula                 | 58,26 | 9       | 8    |                       |
| 15   | JPN Yuka Kato}                       | 58,31 | 10      | 6    |                       |
| 16   | BRA Gabriella Silva                  | 58,35 | 10      | 2    |                       |
| 17   | GBR Jemma Lowe                       | 58,60 | 10      | 3    |                       |
| 18   | HUN Eszter Dara                      | 58,61 | 11      | 7    |                       |
| 19   | BEL Kimberly Buys                    | 58,62 | 9       | 1    |                       |
| 20   | CAN Audrey Lacroix                   | 58,67 | 8       | 5    |                       |
| 21   | RUS Irina Bespalova                  | 58,74 | 10      | 0    |                       |
| 22   | ITA Ilaria Bianchi                   | 58,81 | 9       | 2    |                       |
| 23   | EST Triin Aljand                     | 59,00 | 8       | 3    |                       |
| 23   | JPN Yui Miyamoto                     | 59,00 | 11      | 8    |                       |
| 25   | ISR Amit Ivry                        | 59,02 | 11      | 9    |                       |
| 26   | DEN Micha Kathrine Østergaard Jensen | 59,06 | 11      | 2    |                       |
| 27   | SLO Sara Isakovič                    | 59,10 | 11      | 1    |                       |
| 28   | NED Chantal Groot                    | 59,24 | 11      | 0    |                       |
| 29   | ITA Caterina Giacchetti              | 59,60 | 8       | 4    |                       |
| 30   | FIN Emilia Pikkarainen               | 59,69 | 8       | 6    |                       |

| Ver o restante da classificação | Ver o restante da classificação   | Ver o restante da classificação | Ver o restante da classificação | Ver o restante da classificação | Ver o restante da classificação | Ver o restante da classificação |
| Pos.                            | Atleta                            | Tempo                           | Bateria                         | Raia                            | Notas                           |                                 |
| ------------------------------- | --------------------------------- | ------------------------------- | ------------------------------- | ------------------------------- | ------------------------------- | ------------------------------- |
| 31                              | SIN Tao Li                        | 59,73                           | 11                              | 3                               |                                 |                                 |
| 32                              | UKR Kateryna Zubkova              | 59,77                           | 9                               | 0                               |                                 |                                 |
| 33                              | HUN Orsolya Tompa                 | 59,85                           | 8                               | 8                               |                                 |                                 |
| 34                              | SUI Martina van Berkel            | 59,87                           | 8                               | 1                               |                                 |                                 |
| 35                              | AUT Birgit Koschischek            | 59,93                           | 9                               | 9                               |                                 |                                 |
| 36                              | SWE Gabriella Fagundez            | 59,95                           | 10                              | 1                               |                                 |                                 |
| 37                              | ISR Kristina Tchernychev          | 1:00,32                         | 8                               | 0                               |                                 |                                 |
| 38                              | UKR Anna Yevchak                  | 1:00,37                         | 7                               | 6                               |                                 |                                 |
| 39                              | CYP Anna Schoholeva               | 1:00,42                         | 7                               | 5                               |                                 |                                 |
| 40                              | BLR Iryna Niafedava               | 1:00,46                         | 8                               | 9                               |                                 |                                 |
| 41                              | MEX Rita Medrano                  | 1:00,47                         | 7                               | 1                               |                                 |                                 |
| 42                              | COL Carolina Colorado Henao       | 1:00,50                         | 8                               | 7                               |                                 |                                 |
| 43                              | BAH Ariana Vanderpool-Wallace     | 1:00,56                         | 6                               | 7                               |                                 |                                 |
| 44                              | SUI Laetitia Perez                | 1:00,67                         | 7                               | 4                               |                                 |                                 |
| 45                              | HKG Sze Hang Yu                   | 1:00,83                         | 6                               | 5                               |                                 |                                 |
| 46                              | TUR Iris Rosenberger              | 1:00,86                         | 7                               | 7                               |                                 |                                 |
| 47                              | POL Mirela Olczak                 | 1:00,93                         | 7                               | 3                               |                                 |                                 |
| 48                              | HKG Kelly Shim Robinson           | 1:01,05                         | 7                               | 0                               |                                 |                                 |
| 49                              | CZE Lenka Jarosova                | 1:01,19                         | 6                               | 1                               |                                 |                                 |
| 50                              | ALG Fella Bennaceur               | 1:01,22                         | 6                               | 3                               |                                 |                                 |
| 51                              | SVK Katarina Listopadova          | 1:01,24                         | 7                               | 2                               |                                 |                                 |
| 52                              | FIN Linda Laihorinne              | 1:01,27                         | 6                               | 0                               |                                 |                                 |
| 53                              | BIH Maida Turnadzic               | 1:01,31                         | 8                               | 2                               |                                 |                                 |
| 54                              | BAH Alana Dillette                | 1:01,51                         | 6                               | 4                               |                                 |                                 |
| 55                              | VEN Elimar Barrios                | 1:01,95                         | 7                               | 8                               |                                 |                                 |
| 56                              | SLO Sofija Djelic                 | 1:02,09                         | 7                               | 9                               |                                 |                                 |
| 57                              | MAS Marellyn Lammert Liew         | 1:02,14                         | 6                               | 2                               |                                 |                                 |
| 58                              | LUX Christine Mailliet            | 1:02,22                         | 5                               | 3                               |                                 |                                 |
| 59                              | TUR Yasemin Rosenberger           | 1:02,52                         | 6                               | 9                               |                                 |                                 |
| 60                              | PUR Kristina Bernice Lennox       | 1:02,56                         | 6                               | 6                               |                                 |                                 |
| 61                              | LTU Aiste Dobrovolskaite          | 1:02,60                         | 5                               | 5                               |                                 |                                 |
| 62                              | VEN Eliana Barrios                | 1:02,92                         | 5                               | 4                               |                                 |                                 |
| 63                              | ECU Loren Yamile Bahamonde        | 1:03,05                         | 6                               | 8                               |                                 |                                 |
| 64                              | EGY Farida Osman                  | 1:03,21                         | 5                               | 6                               |                                 |                                 |
| 65                              | SIN Koh Ting Ting                 | 1:03,25                         | 5                               | 7                               |                                 |                                 |
| 66                              | CUB Yumisleisy Morales Mendoza    | 1:03,33                         | 5                               | 9                               |                                 |                                 |
| 67                              | LTU Grite Apanaviciute            | 1:03,38                         | 5                               | 2                               |                                 |                                 |
| 68                              | SEN Binta Zahra Diop              | 1:03,47                         | 5                               | 1                               |                                 |                                 |
| 69                              | TPE Ting Sheng-Yo                 | 1:03,77                         | 5                               | 0                               |                                 |                                 |
| 70                              | CRC Marie Laura Meza              | 1:04,18                         | 4                               | 3                               |                                 |                                 |
| 71                              | ESA Ileana Murillo                | 1:04,21                         | 4                               | 6                               |                                 |                                 |
| 72                              | FIN Maria Georgina Gandionco      | 1:04,34                         | 4                               | 2                               |                                 |                                 |
| 72                              | MAR Ramond Sherazad               | 1:04,34                         | 5                               | 8                               |                                 |                                 |
| 74                              | HON Laura Lucia Paz Chavez        | 1:04,45                         | 4                               | 0                               |                                 |                                 |
| 75                              | MAR Karrakchou Lilia              | 1:04,95                         | 4                               | 9                               |                                 |                                 |
| 76                              | TPE Chen Ting                     | 1:05,06                         | 4                               | 5                               |                                 |                                 |
| 77                              | IND Pooja Raghava Alva            | 1:05,13                         | 4                               | 8                               |                                 |                                 |
| 78                              | MLT Davina Mangion                | 1:05,41                         | 3                               | 5                               |                                 |                                 |
| 79                              | SMR Simona Muccioli               | 1:05,55                         | 4                               | 4                               |                                 |                                 |
| 80                              | BOL Karen Milenka Torrez Guzman   | 1:05,64                         | 3                               | 3                               |                                 |                                 |
| 81                              | IND Vandita Dhariyal              | 1:05,80                         | 2                               | 2                               |                                 |                                 |
| 82                              | CHI Daniela Reyes Hinrichsen      | 1:05,83                         | 3                               | 8                               |                                 |                                 |
| 83                              | NCA Dalia Torrez                  | 1:05,93                         | 3                               | 4                               |                                 |                                 |
| 84                              | ZIM Moira Fraser                  | 1:06,05                         | 3                               | 6                               |                                 |                                 |
| 85                              | MAC Ma Cheok Mei                  | 1:06,51                         | 4                               | 7                               |                                 |                                 |
| 86                              | HON Sharon Paola Fajardo Sierra   | 1:07,07                         | 4                               | 1                               |                                 |                                 |
| 87                              | AHO Silvie Ketelaars              | 1:07,42                         | 3                               | 7                               |                                 |                                 |
| 88                              | MOZ Monica Bernardo               | 1:07,52                         | 3                               | 0                               |                                 |                                 |
| 89                              | FRO Shalia Millum Gardarnar       | 1:08,17                         | 3                               | 9                               |                                 |                                 |
| 90                              | JOR Razan Taha                    | 1:08,28                         | 2                               | 5                               |                                 |                                 |
| 91                              | LIB Amina Meho                    | 1:08,39                         | 3                               | 2                               |                                 |                                 |
| 92                              | KEN Rachita Shah                  | 1:08,89                         | 2                               | 9                               |                                 |                                 |
| 93                              | MLT Talisa Pace                   | 1:09,10                         | 2                               | 4                               |                                 |                                 |
| 94                              | MRI Li Chuen Cheong Estelle Anais | 1:09,51                         | 2                               | 6                               |                                 |                                 |
| 95                              | MOZ Gessica Stagno                | 1:09,67                         | 2                               | 1                               |                                 |                                 |
| 96                              | SRI Miniruwani Samarakoon         | 1:09,99                         | 2                               | 8                               |                                 |                                 |
| 97                              | FIJ Tieri Erasito                 | 1:11,63                         | 2                               | 0                               |                                 |                                 |
| 98                              | ARU Ashley Bransford              | 1:13,51                         | 2                               | 3                               |                                 |                                 |
| 99                              | FIJ Adele Rova                    | 1:14,04                         | 1                               | 5                               |                                 |                                 |
| 100                             | MRI Tin Hon Ko Adeline Mei-Li     | 1:14,08                         | 2                               | 7                               |                                 |                                 |
| 101                             | MGL Gantumur Oyungerel            | 1:14,99                         | 1                               | 4                               |                                 |                                 |
| 102                             | PAK Aelia Mehdi                   | 1:25,88                         | 1                               | 3                               |                                 |                                 |

### Semifinais
Estes são os resultados das semifinais:
| Pos. | Atleta                 | Tempo | Bateria | Raia | Notas           |
| ---- | ---------------------- | ----- | ------- | ---- | --------------- |
| 1    | SWE Sarah Sjöström     | 56,44 | 2       | 4    | Recorde mundial |
| 2    | AUS Jessicah Schipper  | 57,08 | 2       | 5    |                 |
| 3    | USA Dana Vollmer       | 57,19 | 1       | 4    |                 |
| 4    | NOR Ingvild Snildal    | 57,20 | 2       | 6    |                 |
| 5    | CHN Jiao Liuyang       | 57,25 | 1       | 2    |                 |
| 6    | FRA Aurore Mongel      | 57,39 | 1       | 6    |                 |
| 7    | BRA Gabriella Silva    | 57,42 | 1       | 8    |                 |
| 8    | NED Marleen Veldhuis   | 57,56 | 1       | 7    |                 |
| 8    | CHN Zhou Yafei         | 57,56 | 1       | 5    |                 |
| 10   | USA Christine Magnuson | 57,59 | 2       | 3    |                 |
| 11   | DEN Jeanette Ottesen   | 57,65 | 1       | 3    |                 |
| 12   | BRA Daynara de Paula   | 57,68 | 1       | 1    |                 |
| 13   | AUS Felicity Galvez    | 57,71 | 2       | 2    |                 |
| 14   | GER Annika Mehlhorn    | 57,90 | 2       | 7    |                 |
| 15   | JPN Yuka Kato          | 57,95 | 2       | 8    |                 |
| 16   | GBR Ellen Gandy        | 58,25 | 2       | 1    |                 |

#### Desempate
As duas atletas empatadas em oitavo lugar voltaram à piscina para decidir a última vaga na final.
| Pos. | Atleta               | Tempo |
| ---- | -------------------- | ----- |
| 1    | NED Marleen Veldhuis | 57,38 |
| 2    | CHN Zhou Yafei       | 57,62 |

### Final
Estes são os resultados da final:
| Pos.              | Atleta                | Tempo | Raia | Notas           |
| ----------------- | --------------------- | ----- | ---- | --------------- |
| Medalha de ouro   | AUS Sarah Sjöström    | 56,06 | 4    | Recorde mundial |
| Medalha de prata  | AUS Jessicah Schipper | 56,23 | 5    |                 |
| Medalha de bronze | CHN Jiao Liuyang      | 56,86 | 2    |                 |
| 4                 | FRA Aurore Mongel     | 56,89 | 7    |                 |
| 5                 | BRA Gabriella Silva   | 56,94 | 1    |                 |
| 5                 | USA Dana Vollmer      | 56,94 | 3    |                 |
| 7                 | NOR Ingvild Snildal   | 56,96 | 6    |                 |
| 8                 | NED Marleen Veldhuis  | 57,79 | 8    |                 |

## Novos recordes
| Tipo                  | Atleta         | Tempo | Local | Data                | Ref |
| --------------------- | -------------- | ----- | ----- | ------------------- | --- |
|                       | Sarah Sjöström | 56,06 | Roma  | 27 de julho de 2009 | ver |
| Recorde do campeonato | Sarah Sjöström | 56,06 | Roma  | 27 de julho de 2009 | ver |

Legenda
| Recorde mundial       | Recorde mundial (World record)               |                       | Recorde africano                      | Recorde africano (African) |                                           | Q | Classificado por posição (Qualified) |
| Recorde do campeonato | Recorde do campeonato (Championship record)  | Recorde da América    | Recorde da América (Americas)         | q                          | Classificado por melhor tempo (Qualified) |   |                                      |
| Melhor marca do ano   | Melhor marca do ano (World leading)          | Recorde asiático      | Recorde asiático (Asian)              | DNS                        | Não largou (Did not start)                |   |                                      |
| Recorde nacional      | Recorde nacional (National record)           | Recorde europeu       | Recorde europeu (European)            | DNF                        | Não terminou (Did not finish)             |   |                                      |
| Recorde pessoal       | Recorde pessoal do atleta (Personal best)    | Recorde da Oceania    | Recorde da Oceania (Oceania)          | DSQ / DQ                   | Desclassificado (Disqualified)            |   |                                      |
| Recorde da temporada  | Recorde da temporada do atleta (Season best) | Recorde sul-americano | Recorde sul-americano (South America) | NM                         | Sem marca (No mark)                       |   |                                      |